# Fadl Shaker
Fadl Shaker (arabiska: فضل شاكر) (Fadl Abdulrahman Shamandar), född 1 april 1969, är en libanesisk sångare. I februari 2011 och inför en stor publik med salafisten Sheikh Ahmad Asir, deklarerade Shaker att han nu anser att alla icke-islamisk musik är haram, och bad om ursäkt för att delta i denna "ytliga" kultur och valde att lägga sin musikkarriär på is för att fokusera på islamiska studier.